# 78th (Highlanders) Regiment of Foot

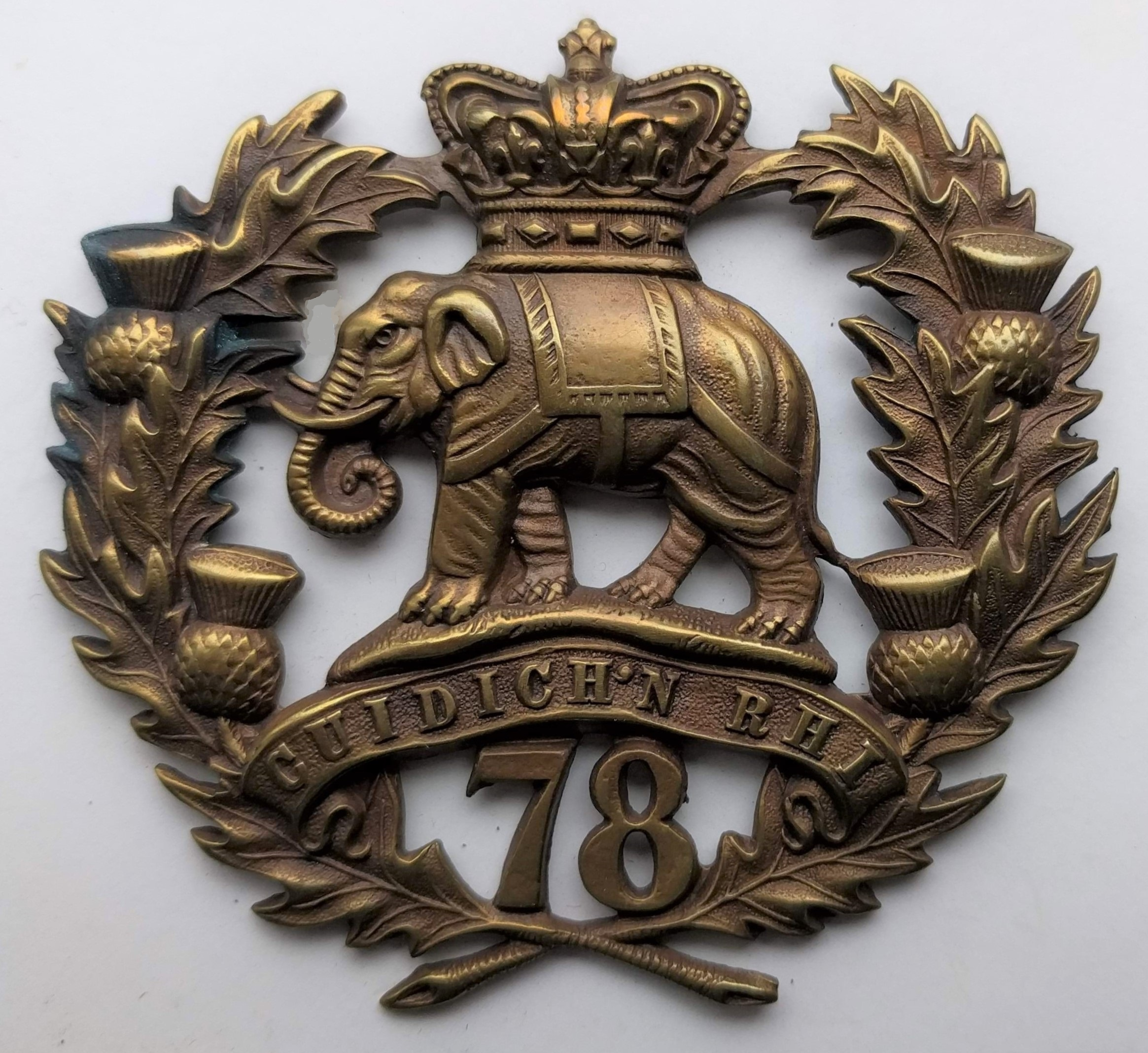
Mützenabzeichen des 78th (Highlanders) Regiment of Foot

Das 78th (Highlanders) Regiment of Foot, auch bekannt als Ross-shire Buffs, war ein schottisches Linieninfanterieregiment der britischen Armee, das von 1793 bis 1881 bestand.

## Geschichte

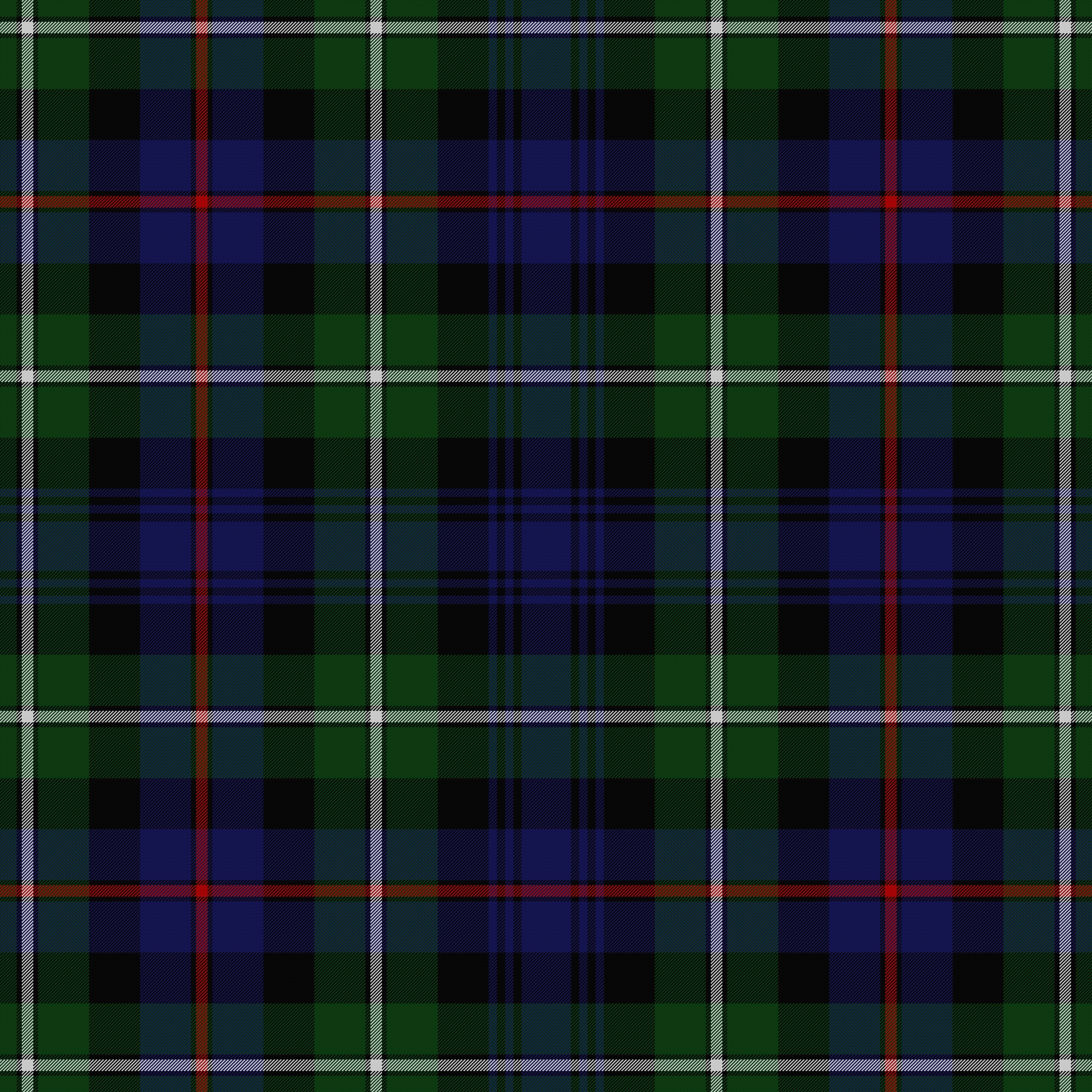
Tartan der 78th Highlanders

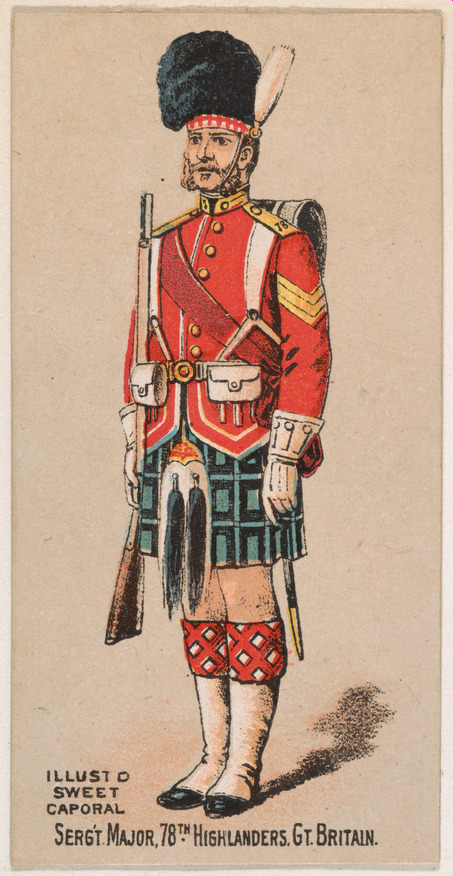
Sergeant Major der 78th Highlanders, um 1881

Das Regiment wurde am 8. März 1793 von Francis Humberston Mackenzie, Chief des Clan Mackenzie und ab 1797 Baron Seaforth, anlässlich des Ausbruchs des Ersten Koalitionskrieges gegründet. Das Regiment trug scharlachrote Uniformen mit gelblich-ocker-(englisch „Buff“)-farbenen Aufschlägen, sowie als „Highland“-Regiment Kilt bzw. Trews im Tartan des Clan Mackenzie.
Das Regiment bestand zunächst aus zwei Bataillonen. Das zweite Bataillon wurde nur am Kap der Guten Hoffnung eingesetzt, wo es 1795 bei der Eroberung Kapstadts von den Niederländern half, bevor es im folgenden Jahr in das erste Bataillon eingegliedert wurde. Das erste Bataillon kämpfte 1794 in den Niederlanden und 1795 in Quiberon in der Bretagne. Es kam 1797 zum ersten Mal nach Indien, wo es im Zweiten Marathenkrieg (1803–1806) kämpfte.
Das Regiment nahm 1811 an der Eroberung Javas in Niederländisch-Indien teil. 1816 kehrte es nach Indien zurück. In der Zwischenzeit hatte das Regiment 1804 ein neues zweites Bataillon gebildet. Dieses diente in Sizilien und Süditalien (1806). Es kämpfte im Britisch-Osmanischen Krieg 1807 in Ägypten und 1809 beim Walcheren-Feldzug in den Niederlanden. Nach vier Jahren im Heimatdienst kehrte es 1813 auf den Kontinent zurück und hielt während des Sommerfeldzugs von 1815 die Garnisonsstadt Nieuwpoort. 1816 wurde das zweite Bataillon aufgelöst und seine Männer in das erste Bataillon aufgenommen.
1817 kehrte das Regiment aus Indien zurück. Doch schon nach neun Jahren zurück in Großbritannien segelte es nach Ceylon. 1842 folgte ein weiterer Einsatz in Indien. Während das Regiment dort in Sindh stationiert war, erlitt es erhebliche Verluste durch eine Cholera-Epidemie und kämpfte später im Anglo-Persischen Krieg (1856–1857). Von 1857 bis 1859 kämpfte das Regiment bei der Niederschlagung des Indischen Aufstands. Nachdem es die Jahre 1860 bis 1864 in Großbritannien verbracht hatte, wurde das Regiment bis 1870 als Garnison in Gibraltar und Kanada stationiert. Es war die meiste Zeit der 1870er Jahre wieder in Großbritannien, bevor es ab 1879 im Zweiten Anglo-Afghanischen Krieg eingesetzt wurde.
Am 1. Juli 1881 wurde das Regiment im Rahmen der Childers-Reformen mit dem 72nd (Duke of Albany’s Own Highlanders) Regiment of Foot („Seaforth (Highland) Regiment“) zu den Seaforth Highlanders (Ross-shire Buffs) verschmolzen. Dieses wurde 1961 mit den Queen’s Own Cameron Highlanders zu den Queen’s Own Highlanders (Seaforth and Camerons) verschmolzen. Dieses wiederum wurde 2006 mit anderen Regimentern zum Royal Regiment of Scotland zusammengeschlossen. Das heutige 4. Bataillon des Royal Regiment of Scotland führt die Tradition des 78th Regiment of Foot weiter.

## Regimental Colonels
Colonel of the Regiment waren:
- 1793–1796: Lieutenant-General Francis Mackenzie, 1. Baron Seaforth
- 1796–1809: Lieutenant-General Alexander Mackenzie Fraser
- 1809–1812: General Sir James Henry Craig
- 1812–1822: Lieutenant-General Sir Samuel Auchmuty
- 1822–1834: Lieutenant-General Sir Edward Barnes
- 1834–1837: Lieutenant-General Sir Lionel Smith, 1. Baronet
- 1837–1851: General Paul Anderson
- 1851–1853: Lieutenant-General Sir Neil Douglas
- 1853–1860: Lieutenant-General Sir William Chalmers
- 1860–1863: General Roderick Macneil
- 1863–1881: Field Marshal Sir Patrick Grant

## Battle Honours
Dem Regiment wurden folgende Battle Honours verliehen (englische Originalbezeichnungen):
- Assaye
- Maida
- Java
- Persia
- Koosh-Ab
- Lucknow
- Afghanistan 1879–80